# Palazzo Nobili-Tarugi
Palazzo Nobili-Tarugi è un palazzo nobiliare di Montepulciano.

## Storia e descrizione
Situato sulla piazza Grande di fronte al Duomo di Montepulciano, edificato nel Cinquecento, è stato attribuito ai maggiori architetti manieristi, inizialmente a Antonio da Sangallo il Vecchio, più di recente a Jacopo Barozzi da Vignola. È stato residenza prima della famiglia Nobili e successivamente della famiglia Tarugi.
Completamente rivestito in travertino, presenta al piano terreno un imponente portico, con archi a tutto sesto, un tempo aperto al pubblico. Al piano nobile, che presenta finestre dal timpano curvo, il rivestimento è ritmato da semicolonne di ordine ionico poggianti su alti piedistalli. Queste sorreggono la balaustra del secondo piano anch'essa in travertino ove però la partitura è ottenuta con semipilastrini di ordine dorico. Sull'angolo in corrispondenza del loggiato inferiore si apriva, anche al secondo piano, un loggiato ora tamponato.
Il palazzo non è aperto al pubblico.